# Крушение на Балтийском вокзале (Таллин)
Крушение на Балтийском вокзале в Таллине - Железнодорожная катастрофа, произошедшая в субботу 4 октября 1980 года в 15:23, когда в центре Таллина на Балтийском вокзале по причине проезда на запрещающий сигнал произошло лобовое столкновение двух электропоездов — ЭР2-1032 и ЭР1-122, в результате которого погибли 9 человек, 46 пострадали.

## Предшествующие обстоятельства
Утром в субботу 4 октября 1980 года на смену в моторвагонное депо Пяэскюла заступила локомотивная бригада в составе машиниста Петра Сапунова (29 лет) и помощника машиниста Аади Мяэ (эст. Aadi Mäe, 19 лет). Они впервые работали вместе, причём Пётр Сапунов был вызван из отпуска, а у Аади Мяэ в тот день был день рождения. Они приняли электропоезд ЭР2-1032 и отправились под посадку на Балтийский вокзал. При этом в кабину к ним подсел машинист-инструктор, который в ходе проверки регламента переговоров не отметил никаких нарушений. В первой половине дня электропоезд ЭР2-1032 сделал несколько поездок между Таллином и Клоогаранна, а в 15:01 прибыл на 9-й путь Балтийского вокзала. Была первая суббота октября, и в тот день на вокзале выдавали зарплату. Так как в 15:21 электропоезд ЭР2-1032 должен был отправляться в посёлок Вазалемма, то машинист Пётр Сапунов и его помощник Аади Мяэ сбегали в кассу за деньгами. Когда они вернулись в кабину электрички, до отправления оставалось 5 минут.

## Крушение
В это время к Балтийскому вокзалу подъезжал электропоезд ЭР1-122 сообщением Палдиски—Таллин под управлением локомотивной бригады из депо Пяэскюла в составе машиниста Анатолия Милютина (41 год) и его помощника Станислава Сумишевского (39 лет). Время прибытия на 8-й путь Балтийского вокзала по расписанию было 15:20, после чего с 9-го пути должен был отправиться электропоезд ЭР2-1032 на Вазалемма. Однако электропоезд отставал от расписания, поэтому на станцию прибывал со скоростью 39 км/ч. Тем временем, на 9-м пути посадка пассажиров затягивалась, поэтому машинист Пётр Сапунов начал шипеть вентилями питания автодверей. На этой же платформе стояли и разговаривали несколько машинистов, которые уже закончили работу. Они видели на выходном светофоре с 9-го пути красный сигнал, поэтому шипению дверей не придавали значения. В 15:23 они увидели, что двери закрылись и электропоезд ЭР2-1032 отправляется от платформы под запрещающий сигнал светофора. Они стали указывать находящемуся в служебном тамбуре помощнику машиниста Аади Мяэ на этот сигнал, но тот не придал им значения.

Я, конечно, видел размахивающих руками людей, но думал, что это просто опоздавшие пассажиры.
Оригинальный текст (эст.)Nägin küll kätega vehkivaid inimesi, aga oletasin, et need on hilinenud reisijad.

8-й и 9-й пути разделялись за полторы-две сотни метров от вокзала и на всём протяжении затем между ними шёл высокий забор. Вкупе с изгибами путей это привело к тому, что локомотивная бригада отправляющегося электропоезда ЭР2-1032 не подозревала об опасности. Электропоезд уже проехал всю платформу, и помощник машиниста Аади Мяэ зашёл в кабину, когда локлмотивные бригады электропоездов наконец увидели друг друга. Применение экстренного торможения из-за высоких скоростей и малого расстояния оказалось запоздалым. В результате лобового столкновения головной вагон электропоезда ЭР1-122 взлетел на крышу электропоезда ЭР2-1032, а затем рухнул с высоты на железнодорожный путь. Его кабина была сразу уничтожена, а машинист Анатолий Милютин и его помощник Станислав Сумишевский погибли на месте. Машинист Пётр Сапунов и его помощник Аади Мяэ оказались изранены осколками лобового стекла и зажаты искорёженным металлом.

Я провел рукой по лицу, но вместо него почувствовал только большой сгусток крови. Я чувствовал, что мир перед глазами словно затягивается красной пеленой.
Оригинальный текст (эст.)Haarasin kätega näost, seal oli ainult suur vereklomp. Tundsin, kuidas maailm silme ees punaseks tõmbub.

Из воспоминаний пассажиров прибывающего электропоезда:

Я неожиданно услышала резкий гудок, почувствовала торможение и сильный удар. Стёкла разбились с сильным хлопком. На меня повалились сиденья, а ноги зажало между ними.
Оригинальный текст (эст.)Kuulsin järsku teravat vilet, tundsin pidurdust ja tugevat lööki. Klaasid purunesid kõva pauguga. Minu peale hakkasid vajuma pingid. Jalad jäid pinkide vahele kinni

Я вообще сидела в передней части вагона и сразу после удара потеряла сознание. Очнулась неизвестно сколько времени спустя, лёжа на сиденье, и почувствовала, что подо мной труп. Совсем рядом со мной слабо дышала какая-то женщина. Я попробовала пошевелиться, но это не очень удалось — на меня давила какая-то железка.
Оригинальный текст (эст.)Istusin üsna vaguni eesotsas ja kaotasin kohe pärast lööki teadvuse. Toibusin ei tea mis aja pärast küliti pingil olles ja tundsin, et minu all on laip. Otse minu kõrval ohkas väga nõrgalt keegi naine. Proovisin end liigutada, see ei õnnestunud – mingi raud surus raskelt peale.

## Ликвидация последствий катастрофы
На место катастрофы были созваны все спасательные силы Таллина: 14 бригад «скорой помощи», 120 спасателей, 70 работников транспортной милиции, 50 работников органов внутренних дел и две пожарные бригады.
Хотя при столкновении возгорания локомотивов не произошло, опасность возгорания возникла позже, когда сварщики стали разрезать крышу вагона, и загорелись его деревянные конструкции и теплоизоляция. Пожарная служба получила вызов через 40 минут после катастрофы.

## Официальная версия крушения
Заключение суда гласило (перевод с эстонского): «Пётр Сапунов и Аади Мяэ нарушили следующие положения инструкции по технической эксплуатации железной дороги СССР:
 
п.16.16 — тем, что допустили отправление электропоезда от вокзала без разрешающего сигнала дежурного по вокзалу;

п.16.38 — тем, что до отправления электропоезда не проследили за сигналом светофора и указывающими обозначениями, не выполнили их требования и не поделились ими друг с другом, не убедились в том, что рейс был в целом подготовлен. Этим они вызвали железнодорожную катастрофу на территории Балтийского вокзала, где погибло 9, получил сверхтяжёлые увечья 1, получили тяжёлые увечья 14 и лёгкие повреждения 32 человека. Также они причинили прямой имущественный ущерб Эстонской железной дороге в размере 333,78 рубля и Таллинскому железнодорожному депо в размере 43 475 рублей».

## Другая версия произошедшего
Через 25 лет после катастрофы в эстонской прессе утверждалось, что до сих пор не отвергнута другая версия катастрофы: с переключением светофора ошибся дежурный по вокзалу. Это утверждает и бывший помощник машиниста Аади Мяэ.

## Приговор
К тюремному заключению приговорили оставшуюся в живых локомотивную бригаду электропоезда ЭР2-1032, которых многократными допросами заставили признать, что они не посмотрели на светофор. Сапунов получил девять лет лишения свободы, Аади Мяэ — шесть. Прошение о помиловании, поданное Мяэ, было удовлетворено через год. Сапунов пробыл в заключении два года и десять месяцев.

## Список погибших
1. Инга Болащенко (эст. Inga Bolaštšenko) (17)
2. Иван Бородач (эст. Ivan Borodatš) (25)
3. Сирье Баланцев (эст. Sirje Balantsev) (28)
4. Людмила Коваль (эст. Ljudmila Koval) (36)
5. Станислав Сумишевский (эст. Stanislav Sumiševski) (39), машинист поезда Палдиски—Таллин
6. Анатолий Милютин (эст. Anatoli Miljutin) (41), помощник машиниста поезда Палдиски—Таллин
7. Роберт Леэтберг (эст. Robert Leetberg) (50)
8. Зинаида Полипонис (эст. Zinaida Poliponis) (67)
9. Мейт Росин (эст. Meit Rosin) (72)

### Комментарии
1. ↑  Эстонские топонимы, оканчивающиеся на -а, в русском языке не склоняются[1], а род получают по родовому слову, например, деревне присваивается женский род, хотя в эстонском языке нет категории рода.